# Квет Масире
Сер Квет Кетумиле Јони Масире (енгл. Quett Ketumile Joni Masire; Кање, 23. јул 1925 − Габороне, 22. јун 2017) био је боцвански политичар и председник Боцване од 1980. године до 1998. године.

## Биографија
Завршио је препарандију, и од 1949. године до 1955. године био учитељ и равнатељ средње школе Сипапитсо. Након тога се посветио политичком раду па су Серетсе Хама и он основали Демократску партију Боцване, која се борила за независност Боцване.
Кад је то остварено 30. септембра 1966. године, Серетсе је постао премијер и председник Боцване, а Масире потпредседник државе. Водили су државу јако успешно, али кад је 13. јула 1980. године Серетсе подлегао раку гуштераче, Масире је изгубио пријатеља и вођу. Од 13. до 18. јула 1980. године био је вршилац дужности председника, а 18. је изабран на ту дужност. Владао је партијом и државом 18 година, коначно одступивши 31. марта 1998. године.
Након силаска с власти, посветио се дипломатији, посредовавши у сукобима који су били проблем у државама Лесото и Демократска Република Конго. Године 1991, за свој рад, краљица Елизабета II наградила га је титулом Сер.
Објавио је и књигу насловљену Врло храбро или врло глупо: Мемоари афричког дипломате.
Нема жену ни децу.